# Stadthalle Rostock
Die Stadthalle Rostock (Eigenschreibweise 'StadtHalle Rostock") ist die Mehrzweck- und Kongresshalle in der Hansestadt Rostock, Mecklenburg-Vorpommern. Sie befindet sich an der Südseite des Hauptbahnhofes und ist über den Südring gut an das Straßenverkehrsnetz angebunden. In der näheren Umgebung der StadtHalle gibt es rund 5500 Hotelbetten, etwa 500 Pkw- und Busparkplätze direkt an der Halle und weitere etwa 500 Parkplätze in der Nähe. Sie ist neben der HanseMesse eines von zwei Häusern der inRostock GmbH.

## Geschichte

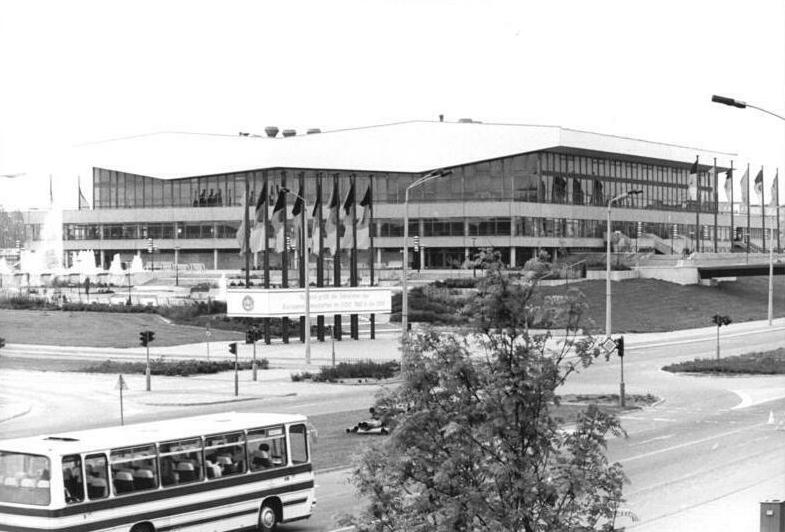
Sport- und Kongresshalle Rostock (1982)

Durch die gewachsene Einwohnerzahl und Bedeutung Rostocks als Bezirksstadt war es notwendig geworden, eine für Kultur- und Sportveranstaltungen gut geeignete Mehrzweckhalle zu errichten. Es wurde auch eine neue Spielstätte für Hallenhandballspiele des größten Handballvereins der Stadt, den SC Empor Rostock, benötigt.
Die StadtHalle Rostock wurde 1979 als Sport- und Kongresshalle eröffnet. 2006 wurde die StadtHalle umfassend saniert. Die Außenwände erhielten neue Farben, die technischen Anlagen der Halle wurden modernisiert und es wurden neue Kühl- und Lüftungsanlagen eingebaut. Heute finden in der Halle zahlreiche Konzerte, Konferenzen, Veranstaltungen und einige der Heimspiele des HC Empor Rostock sowie der Basketballer der Rostock Seawolves, aber auch Parteitage (z. B. Bundesparteitage der FDP, Die Linke und B90/Grüne) statt.
Die StadtHalle wurde 2017/18 für ca. 16,5 Mio. Euro renoviert und ausgebaut. Maximal 15 Mio. Euro steuerte das Land Mecklenburg-Vorpommern bei. Der Rest wurde durch Eigenmittel gedeckt. Der Saal 1 wurde im Norden um fünf Meter verlängert. Mit einer zusätzlichen Tribüne erhöhte sich die Kapazität damit auf 6629 Zuschauer. Das Foyer wurde um 2000 Quadratmeter bis zur aktuellen Außentreppe erweitert und die Zugänge barrierefrei gestaltet.

## Technische Daten
Insgesamt stehen für Veranstaltungen 16 Säle bzw. Räume in der Größe von 30 bis 2000 Quadratmetern zur Verfügung. Die Säle befinden sich in zwei Komplexen, dem großen und dem kleinen Veranstaltungsbereich. Der große Veranstaltungsbereich beinhaltet den Hauptsaal (Saal 1) mit den dazugehörigen Rängen, Saal 5 und die vier großen Foyers. Der kleine Veranstaltungsbereich besteht aus Saal 2, 3, 4, 6 und dem kleinen Foyer. Jeder Saal/Raum kann einzeln benutzt werden.
Für Tagungen stehen in der gesamten Halle etwa 6100 Plätze zur Verfügung, wenn alle Tagungsräume bestuhlt werden. Für Bankette können in drei verschiedenen Sälen insgesamt 1540 Plätze bereitgestellt werden. Für Sportveranstaltungen im Saal 1 stehen zwischen rund 3000 (Handballspiele) und 5000 Sitzplätze (Veranstaltungen mit Bestuhlung im Innenraum, z. B. Boxen) zur Verfügung.

### Saal 1
Der 12 Meter hohe Saal 1 ist der Hauptsaal der Rostocker StadtHalle mit einer Nutzfläche von 2000 Quadratmetern (ohne die Ränge). Im Saal 1 finden alle Sportveranstaltungen sowie große Konzerte, Kongresse, Bankette und Tagungen statt.
An den beiden Längsseiten der Fläche befindet sich je ein Rang mit 1300 Sitzplätzen, also sind immer mindestens 2600 Plätze im Saal 1 vorhanden. Weitere Zuschauerplätze können durch die Bestuhlung des Innenraums sowie durch die Erweiterung der Ränge durch zwei sich jeweils an den Seiten befindenden Tribünen geschaffen werden. Die Tribünen bestehen aus vier Teilelementen, von denen das Hauptelement nicht aber jeweils das Seitenelement verfahrbar ist, so dass sie für die mehrzweckliche Nutzung des Saals eingesetzt werden können. Die maximale Kapazität von 6600 Plätzen wird bei Konzerten mit Stehplätzen im Innenraum erreicht. Die maximal mögliche Bestuhlung im Innenraum beträgt 2900 Plätze.
Nach den Umbauten von 2017 wurde der Schwingboden durch einen Betonboden ersetzt. Dieser kann, je nach Forderung der sich im Saal befindenden Veranstaltung, mit z. B. Teppich oder Sportboden belegt werden.

### Saal 2
Saal 2 ist der zweitgrößte Saal in der Rostocker StadtHalle. Er ist 5,7 Meter hoch und hat eine Brutto-Nutzfläche von 600 Quadratmetern. Bei Reihenbestuhlung können bis 650 Plätze geschaffen werden, die Maximalkapazität von 1000 Personen wird bei ausschließlichen Stehplätzen erreicht. Im Saal 2 werden vor allem kleinere Konzerte oder Tagungen abgehalten. Es gibt keine Ränge oder Tribünen, somit muss der Saal für jede Veranstaltung eingerichtet und bestuhlt werden. Früher war der Saal 2 die Trainingshalle für die Handballspieler.

### Saal 5
Mit den Renovierungsarbeiten 2006 kam ein neuer Saal hinzu, der vorher als Garderobe benutzt wurde. Der Saal heißt auch Coca-Cola-Lounge. Mit einer Gesamtfläche von 374 Quadratmetern ist er der drittgrößte Saal in der Halle. Er ist in drei Teilbereiche unterteilt, welche durch den Einsatz von Trennwänden auch einzeln genutzt werden können.
Die Coca-Cola-Lounge wird überwiegend für Aftershowpartys oder V.I.P.-Empfänge bei Fernsehaufzeichnungen oder Sportveranstaltungen genutzt. Es können aber auch Seminare und Tagungen abgehalten oder Prüfungen geschrieben werden.

## Bisherige große Veranstaltungen

### Konzerte
- Peter Maffay (1986, 2015)
- Udo Jürgens (1992, 1997, 2001, 2003, 2006)
- Nena (1997, 2002)
- Jose Carreras (1996)
- Bonnie Tyler (Free Spirit Tour 1996)
- Backstreet Boys (1997)
- Bryan Adams (1997)
- Status Quo (1998, 2011, 2022)
- Sting (2000)
- Die Ärzte (2001, 2008, 2013)
- Die Toten Hosen (2005, 2009)
- Karat (2005)
- Rosenstolz (2006)
- Farin Urlaub Racing Team  (2009)
- Robin Gibb (2009)
- Matthias Reim (seit 2010 jährlich am 30. Dezember)
- a-ha (2010)
- Beatsteaks (2010, 2011)
- Kevin Costner & Modern West (2011)
- David Hasselhoff (2011)
- Joe Cocker (2013)
- Bob Dylan (2014)
- Marteria (2016, 2018, 2022)
- Feine Sahne Fischfilet (2018)
- Florian Silbereisen (2018)

### Musicals und andere Shows
- Andrew Lloyd Webber Gala 2002, 2018
- Hans Klok 2003
- Das Phantom der Oper 2003, 2004, 2005, 2006, 2007
- Der Glöckner von Notre-Dame 2003
- Nigel Kennedy & Das Collegium mit Mitgliedern der Berliner Philharmoniker 2003
- Dancing Queen 2003
- Holiday on Ice (..., 2017)
- Magic of Dance 2004, 2005, 2006, 2007
- One Night of Queen 2005
- Riverdance
- The Genius of Ray Charles 2006
- Falco das Musical (2017, 2018)

Außerdem ist die Rostocker StadtHalle Schauplatz von Stand-up-Comedyshows.

### Fernsehsendungen
- Grand Prix der Volksmusik 1993
- Vorentscheid im Grand Prix der Volksmusik 1994
- Wetten, dass..? am 27. November 1993 (84. Sendung) und am 9. Dezember 1995 (98. Sendung)
- Das Herbstfest der Volksmusik 1998
- Das Sommerfest der Volksmusik 2000
- Musikantenstadl 2000
- Die Stars der Volksmusik 2003, 2004
- Willkommen bei Carmen Nebel 2004, 2006

### Sport

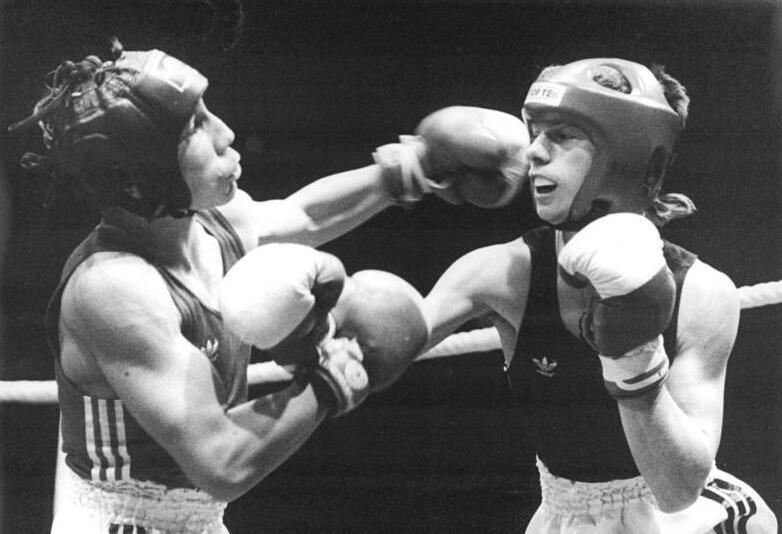
Beim Boxländerkampf DDR gegen BRD standen sich Jan Quast und Uwe Krane am 20. November 1987 gegenüber

#### Nationalteams/Länderspiele
- Handballländerspiele der Männer
  - Deutschland gegen Norwegen
  - Deutschland gegen Island
  - Deutschland gegen Montenegro (2008)
- Judo-Europameisterschaften der Männer 1982
- Volleyball-Europameisterschaft der Frauen 1983
- Boxländerkämpfe (1985, 1987, 1989)
- FIVB Volleyball World Grand Prix 2004 (Qualifikationsturnier)
- IHF-Goldpokal 1982

#### Andere
- Spiele des HC Empor Rostock
- Spiele der Rostock Seawolves
- Harlem Globetrotters (2002)
- Deutsche Tischtennis-Meisterschaft 1992
- German King Cup (2007)
- VBL-Supercup (2023)
- Boxveranstaltungen
  - Universum Box-Promotion 2007
  - Sauerland Event 2007

### Weitere Veranstaltungen
- Bundesparteitag der FDP 1994